# No Tempo da Intolerância
No Tempo da Intolerância é um álbum de estúdio da cantora e compositora brasileira Elza Soares, lançado em 23 de junho de 2023 pela gravadora Deckdisc. Com produção musical de Rafael Ramos, é o primeiro trabalho póstumo da artista.

## Antecedentes
A partir de 2015, Elza Soares viveu uma nova fase artística com o lançamento dos álbuns A Mulher do Fim do Mundo (2015) e Deus É Mulher (2018), gravados com músicos de São Paulo. Em seguida, a cantora voltou suas atenções ao Rio de Janeiro e, com produção de Rafael Ramos, trabalhou em Planeta Fome, que saiu em 2019. Após o lançamento do álbum, Elza anunciou que pretendia lançar mais um álbum em 2020. No entanto, por conta da pandemia de COVID-19 no Brasil, os planos da cantora atrasaram.

## Composição

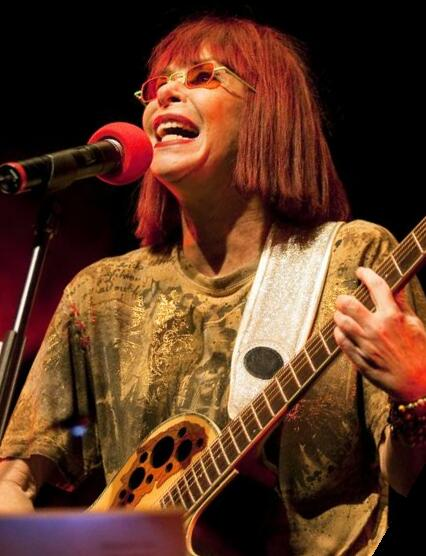
Rita Lee foi uma das compositoras do álbum.

Em maio de 2021, Elza Soares disse em suas redes sociais que o trabalho seria "um disco feminino, uma celebração a mulherada, a nós mulheres e tem cada surpresa!".
O empresário Pedro Loureiro disse que a base do que se tornaria No Tempo da Intolerância começou ainda na década de 1980, com um caderno de anotações de Elza Soares, que continha letras de músicas inéditas. A cantora tinha a ideia de produzir um álbum com mais influências negras, mas tal caderno estava desaparecido. O objeto só foi encontrado no apartamento da cantora em 2018. Com base nas ideias da artista, foram recrutados os compositores Jefferson Junior e Umberto Tavares para o desenvolvimento do projeto. Desta forma, o álbum foi caracterizado como o trabalho mais autoral de toda a carreira de Elza, que escreveu e co-escreveu mais da metade do repertório.
Mantendo a tendência de trabalhos anteriores, a cantora também gravou canções de vários compositores, alguns solicitados diretamente por ela. Mas, diferentemente de discos anteriores, somente mulheres foram recrutadas. Elza escolheu regravar "Quem Disse", de Isabela Moraes e contribuiu em "Mulher pra Mulher", de Josyara, música que aborda o feminismo negro. Rita Lee, autora de "Rainha Africana", foi uma delas. Em seu livro Outra Autobiografia, lançado postumamente em 2023, Rita escreveu:

Pouco antes de eu ser diagnosticada com câncer, ela me pediu uma música para gravar. A letra baixou em dez minutos. Pensei em sua figura majestosa e nasceu "Rainha Africana". Rob fez a música, fomos ao estúdio na garagem, gravamos uma demo e mandamos para ela. Tudo no mesmo dia. Lembro que tive que me esforçar mais para cantar; coisas do tumor que já estava ali. Elza, assim que ouviu, já mandou um áudio. 'Ô Rita, que prazer imenso ouvir você cantando essa música pra mim. Muito obrigada. Te adoro, criatura'. [...] Fiquei sabendo que a música que fizemos foi uma das últimas a serem gravadas por Elza.

## Gravação

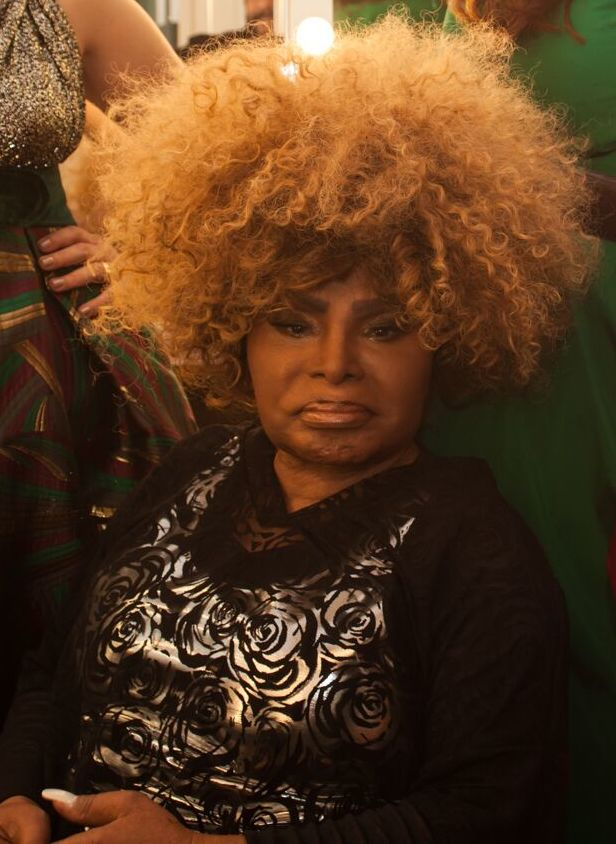
Elza Soares gravou os vocais de No Tempo da Intolerância em 2021.

Mantendo as tendências de Planeta Fome, o álbum também foi produzido por Rafael Ramos e contou com direção artística de Pedro Loureiro. No Tempo da Intolerância foi o primeiro e único álbum de Elza Soares gravado após o seu aniversário de 90 anos, completados em 2020.
Em novembro de 2021, em entrevista ao O Dia, Elza comentou sobre a produção do álbum:

Estou gravando um novo disco de músicas inéditas e também o meu próximo DVD, ambos trabalhos que irei lançar no ano que vem. Trabalhos fortes, impactantes, mas ainda não posso contar muita coisa. Posso adiantar que vamos fazer barulho, isso eu posso.
Em julho de 2021, Elza entrou no estúdio Tambor, da gravadora Deckdisc, para colocar a voz-guia no repertório do álbum, que já estava selecionado. A cantora gravou todos os vocais naquele ano, com "Rainha Africana" sendo sua última gravação para o projeto.
Em janeiro de 2022, a cantora morreu. Apesar disso, o lançamento do álbum não foi cancelado. O título do projeto foi anunciado pelo programa Fantástico dias após a morte da artista. Mesmo se tratando de um álbum póstumo, Loureiro chegou a dizer que Soares participou de todas as etapas do trabalho e que a obra foi finalizada da forma como ela desejava.

## Projeto gráfico
O design da capa do álbum foi desenvolvido por Pedro Hansen a partir de uma fotografia da cantora registrada por Pedro Loureiro.

## Lançamento e recepção
| Críticas profissionais | Críticas profissionais |
| Avaliações da crítica  | Avaliações da crítica  |
| Fonte                  | Avaliação              |
| ---------------------- | ---------------------- |
| G1                     | [ 6 ]                  |
| O Globo                | Bom                    |

No Tempo da Intolerância foi inicialmente programado para setembro de 2022, mas seu lançamento acabou adiado para 2023, para coincidir com os 70 anos da apresentação de Elza Soares no programa de calouros de Ary Barroso e com o aniversário de 93 anos da artista.
A recepção da crítica ao álbum foi, em geral, favorável. Mauro Ferreira atribuiu uma cotação de 3 de 5 estrelas para o álbum, defendendo a irregularidade do repertório autoral de Elza, mas elogiando as contribuições das outras autoras. Ele também argumentou que "se a potência do discurso direto, escrito sem refinamentos poéticos para dar o recado com clareza, se afina com a ideologia da artista, a música em si geralmente soa aquém do canto guerreiro de Elza".
Silvio Essinger, para O Globo, viu como positiva a duração mais curta do álbum e argumenta que o trabalho segue a linha dos projetos inéditos antecessores. Ele disse que "a artista pode não estar muito para a poesia no disco — que é bem punk e não teme os slogans —, ou para a perfeição da voz, aqui frágil e gutural. Mas trata-se de um trabalho arranjado e tocado com esmero, fluidez e graça".

## Faixas
A seguir lista-se as faixas, compositores e durações de cada canção de No Tempo da Intolerância:
| N.º            | Título                               | Compositor(es)                                         | Duração |  |
| 1.             | "Intro: Justiça"                     | Elza Soares                                            | 1:51    |  |
| 2.             | "No Tempo da Intolerância"           | Soares Pedro Loureiro Jefferson Junior Umberto Tavares | 2:50    |  |
| 3.             | "Pra Ver se Melhora"                 | Soares Loureiro Junior Tavares                         | 3:22    |  |
| 4.             | "Coragem"                            | Soares Loureiro Junior Tavares                         | 3:59    |  |
| 5.             | "Te Quiero"                          | Soares Loureiro Junior Tavares                         | 3:27    |  |
| 6.             | "Rainha Africana"                    | Rita Lee Roberto de Carvalho                           | 3:50    |  |
| 7.             | "Mulher pra Mulher (A Voz Triunfal)" | Josyara Soares                                         | 2:57    |  |
| 8.             | "Feminelza"                          | Pitty                                                  | 3:37    |  |
| 9.             | "Quem Disse"                         | Isabela Moraes                                         | 4:12    |  |
| 10.            | "No Compasso da Vida"                | Loureiro Soares Dona Ivone Lara                        | 4:06    |  |
| Duração total: | Duração total:                       | Duração total:                                         | 34:15   |  |